# Yates City
Yates City – wieś w Stanach Zjednoczonych, w stanie Illinois, w hrabstwie Knox.